# 테니스 공 정리

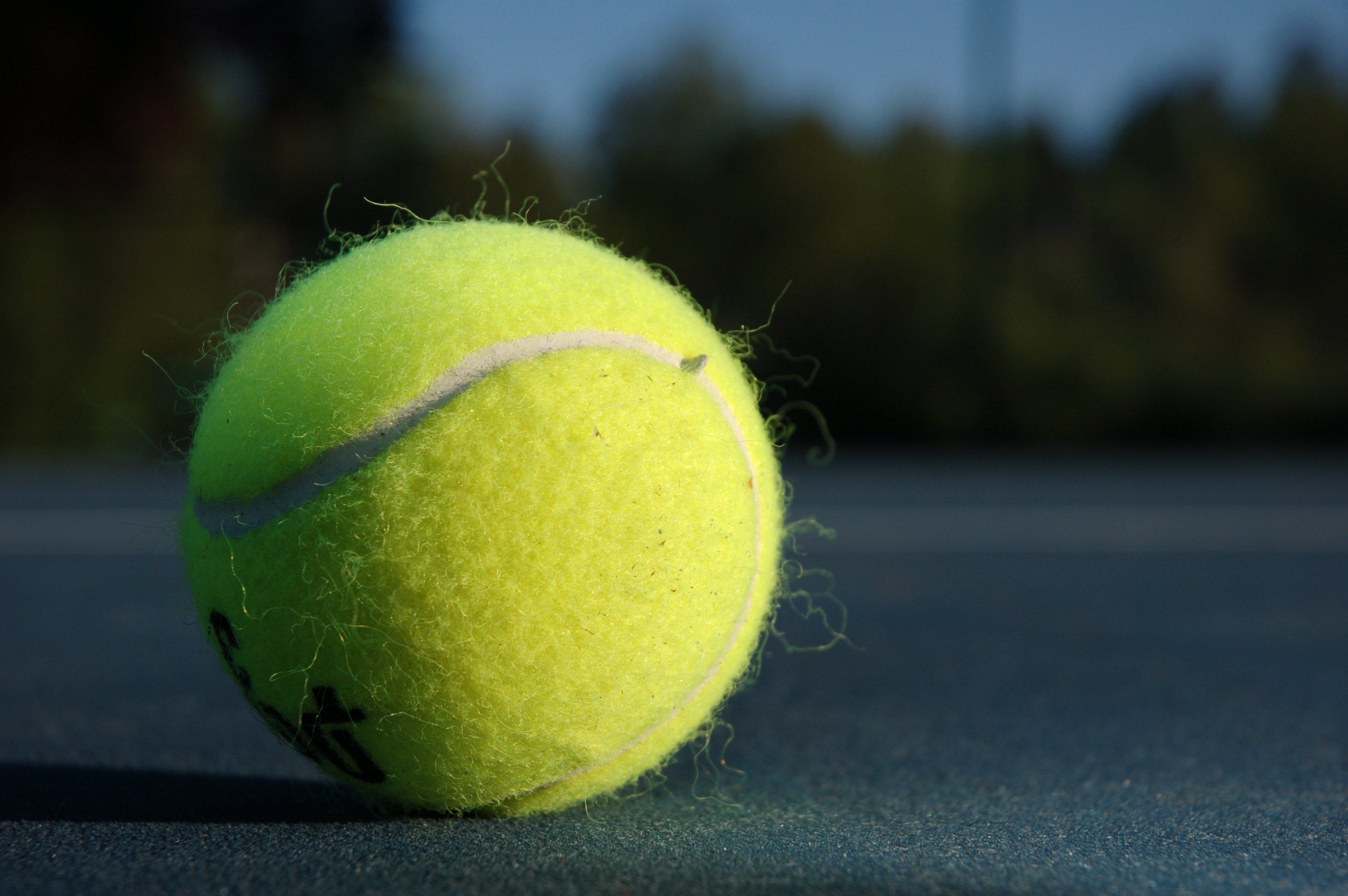
테니스 공

기하학에서 테니스 공 정리(영어: Tennis ball theorem)는 구 표면 위의 매끄러운 곡선이 만나거나 교차하지 않으면서도 구 표면을 2개로 정확히 나누려고 할 때, 곡선이 접선의 한 방향으로만 구부러지지 않는 점인 변곡점이 무조건 최소 4개가 필요하다는 것을 말한다.  테니스 공 정리는 블라디미르 아르놀트에 의해 1994년에 처음으로 나왔고 아르놀트의 것으로 종종 여기지만, 사실 이 정리와 비슷한 논문은 1968년 Beniamino Segre에 의해 나왔다. 그리고 테니스 공 정리는 1977년 Joel L. Weiner의 논문에서 나온 정리의 특수한 경우이다. 이 정리의 이름은 이음새의 모양이 이 정리의 조건과 만족하는 곡선 모양을 하고 있는 테니스공에서 유래됐다. 이 같은 종류의 곡선은 야구공 이음새에도 있다.
테니스 공 정리는 닫힌 반구에 포함되지 않은 모든 곡선으로 일반화를 할 수 있다. 구 위의 점대칭적인 곡선은 무조건 최소 6개의 변곡점이 필요하다. 이 정리는 매끄러운 폐평면 위의 곡선은 최소 4개의 곡률의 극값을 가진다는 4-정점 정리와 유사하다.

## 명제
정확하게, 구 표면에서의 2번 미분가능한 곡선( {\displaystyle C^{2}} )위의 변곡점은 다음과 같은 특성을 가진 점 {\displaystyle p}이다. {\displaystyle I}를 접하는 대원이 {\displaystyle p}인 곡선의 교차점의 {\displaystyle p}를 포함하는 연결 성분이라고 하자. (대부분의 곡선에서 {\displaystyle I}는 {\displaystyle p} 자체일 뿐만 아니라, 그 대원의 호일 수도 있다.) 그리고 {\displaystyle p}가 변곡점이 되기 위해, {\displaystyle I}의 모든 근방은 이 대원으로부터 분리된 두 반구에 모두 속하는 곡선의 점을 포함해야 된다. 이 정리는 모든 {\displaystyle C^{2}}곡선이 구의 면적을 동일하게 2개로 나누는 것은 최소 4개의 변곡점을 가진다는 의미에서도 설명된다.

## 예시
테니스공과 야구공의 이음새는 4개의 반원의 호로 구성된 곡선으로 수학적으로 모델링할 수 있으며, 정확하게 이러한 호들이 만나는 4개의 변곡점이 있다.  대원도 구의 표면을 이등분하고 곡선의 각 지점에 하나씩 무한히 많은 변곡점을 갖는다. 그러나 곡선이 구의 표면적을 균등하게 나눈다는 조건은 정리에서 필요한 부분이다. 대원이 아닌 원과 같이 면적을 동일하게 나누지 않는 다른 곡선에는 변곡점이 전혀 없을 수 있다.

## 곡선 단축에 의한 증명
테니스 공 정리의 한 가지 증명은 곡선의 점을, 곡률 중심을 향해 지속적으로 이동시키는 과정인 곡선 단축 흐름을 사용한다. 주어진 곡선에 이 흐름을 적용하면 곡선의 매끄러움과 면적등분 특성을 보유한다는 것을 보여줄 수 있다. 게다가, 곡선흐름과 같이, 변곡점의 개수는 절대 늘어나지 않다. 이 흐름은 결국 곡선을 대원으로 변형시키고 이 원으로의 수렴은 푸리에 급수로 근사를 할 수 있다. 곡선 단축은 다른 대원을 바꾸지 않기 때문에, 이 수열의 첫 번째 항은 0이고 이것을 푸리에 급수에서의 0이라는 수에 대한 Sturm 정리와 결합하면 곡선이 이 대원에 가까워짐에 따라 적어도 4개의 변곡점을 갖는다는 것을 보여준다. 따라서 원래 곡선에도 최소한 4개의 변곡점이 있다.

## 관련 정리
테니스 공 정리의 일반화는 닫힌 반구에 포함되지 않은 구의 단순하고 부드러운 곡선에 적용된다. 원래의 테니스 공 정리에서와 같이 이러한 곡선에는 최소한 4개의 변곡점이 있어야 한다. 구의 곡선이 점대칭 이면 적어도 6개의 변곡점이 있어야 한다.
또한 밀접하게 관련된 Segre (1968)의 정리는 3차원 공간에 존재하는 구에 대한 단순한 닫힌 구면 곡선에 관한 것이다. 이러한 곡선의 경우, {\displaystyle o}는 정점이 아닌 3차원 볼록 껍질의 구 위의 매끄러운 곡선의 점이라 하면, 곡선에서 최소 4개의 점은 {\displaystyle o}를 지나는 접평면을 가진다. 특히, 반구에 포함되지 않은 곡선의 경우에는, {\displaystyle o}가 구의 중심에 있다고 적용할 수 있다. 구면 곡선위의 모든 변곡점은 구의 중심을 지나는 접평면을 가지고 있다.
이 정리는 평면의 모든 매끄러운 단순 폐곡선이 4개의 정점 (곡률의 극값)을 갖는다는 4-정점 정리 와 유사하다. 또한 사영면의 모든 수축 불가능한 부드러운 곡선에는 최소한 3개의 변곡점이 있다는 뫼비우스의 정리와 유사하다.